# فنی فلگ
 فنی فلگ (انگلیسی: Fannie Flagg؛ زادهٔ ۲۱ سپتامبر ۱۹۴۴) یک هنرپیشه اهل ایالات متحده آمریکا است. وی از سال ۱۹۶۶ میلادی تاکنون مشغول فعالیت بوده‌است.
از فیلم‌ها یا برنامه‌های تلویزیونی که وی در آن نقش داشته است می‌توان به گریس، پنج بخش آسان اشاره کرد.